# برسلان

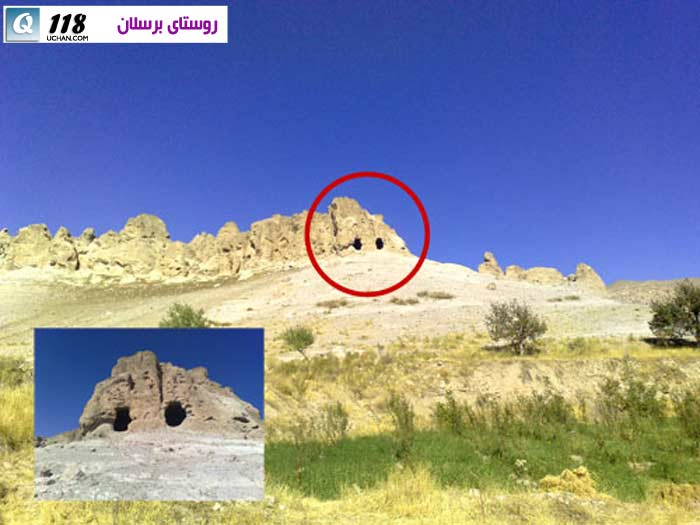

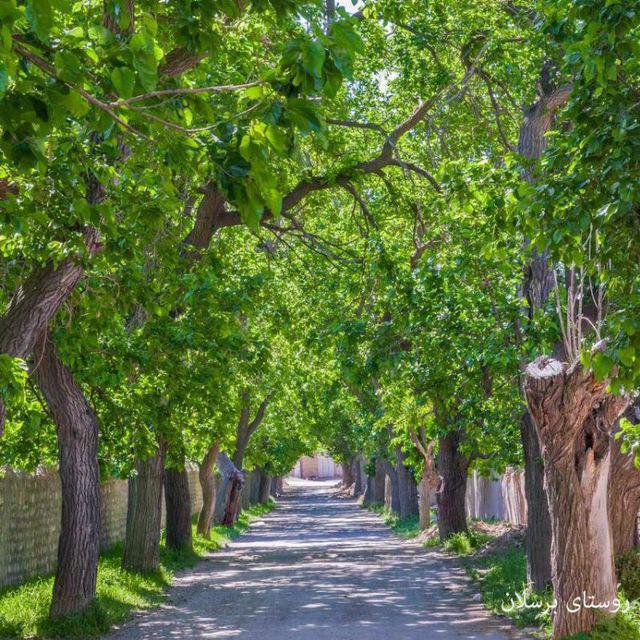
خیابان توت های برسلان

برسلان، روستایی است از توابع بخش مرکزی شهرستان قوچان در استان خراسان رضوی ایران. روستای گردشگری برسلان در 30 کیلومتری جنوب شرق قوچان جای دارد و منطقه‌ای سرسبز و بکر است. این روستا دارای پنج شهید دلاور می‌باشد و خاستگاه موسیقی مقامی و مشاهیر بزرگی است. آثار تاریخی معماری صخره‌ای این روستا به ثبت آثار ملی ایران رسیده است. این آثار در در دامنه کوه‌های محمدبیکوه و دانلو قرار دارند و قدمت آن به سده ۶ تا ۱۰ قمری بازمی‌گردد.از قدیمی‌ترین خان‌های این منطقه حسن‌علی فلاحی بوده است.
وجود باغات فراوان و جاذبه های طبیعی مانند آبشار، غارها، باغات میوه و ...، همچنین آثار تاریخی مربوط به دوره ایلخانان این روستا را از روستا های دیگر متمایز کرده است.

یکی از زیباترین منظره ها در روستای پایین،خیابان توت ها است خصوصٱ در تابستان جلوه زیبایی به این خیابان میدهد. 

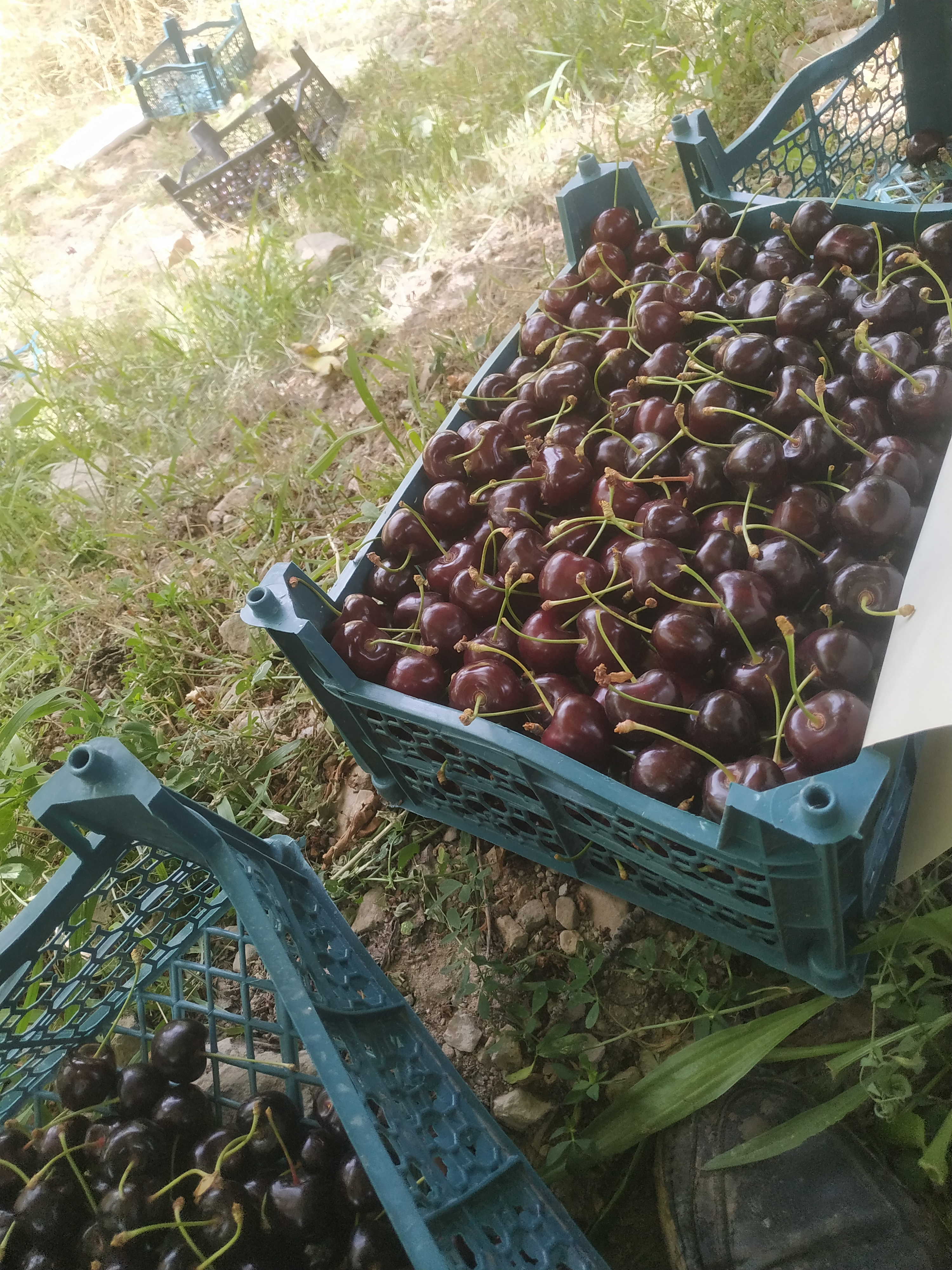
گیلاس صادراتی برسلان

زبان این منطقه فارسی( تات) بوده و از دو قسمت  علیا و سفلی تشکیل شده است. عمده محصولات باغی این روستا گیلاس، سیب گردو، و آلبالو است.
این روستا در دهستان دوغائی قرار داشته و بر اساس سرشماری سال ۱۳۸۵ جمعیت آن ۳۹۱ نفر (۱۱۰ خانوار)
بود.